# Registrazione digitale

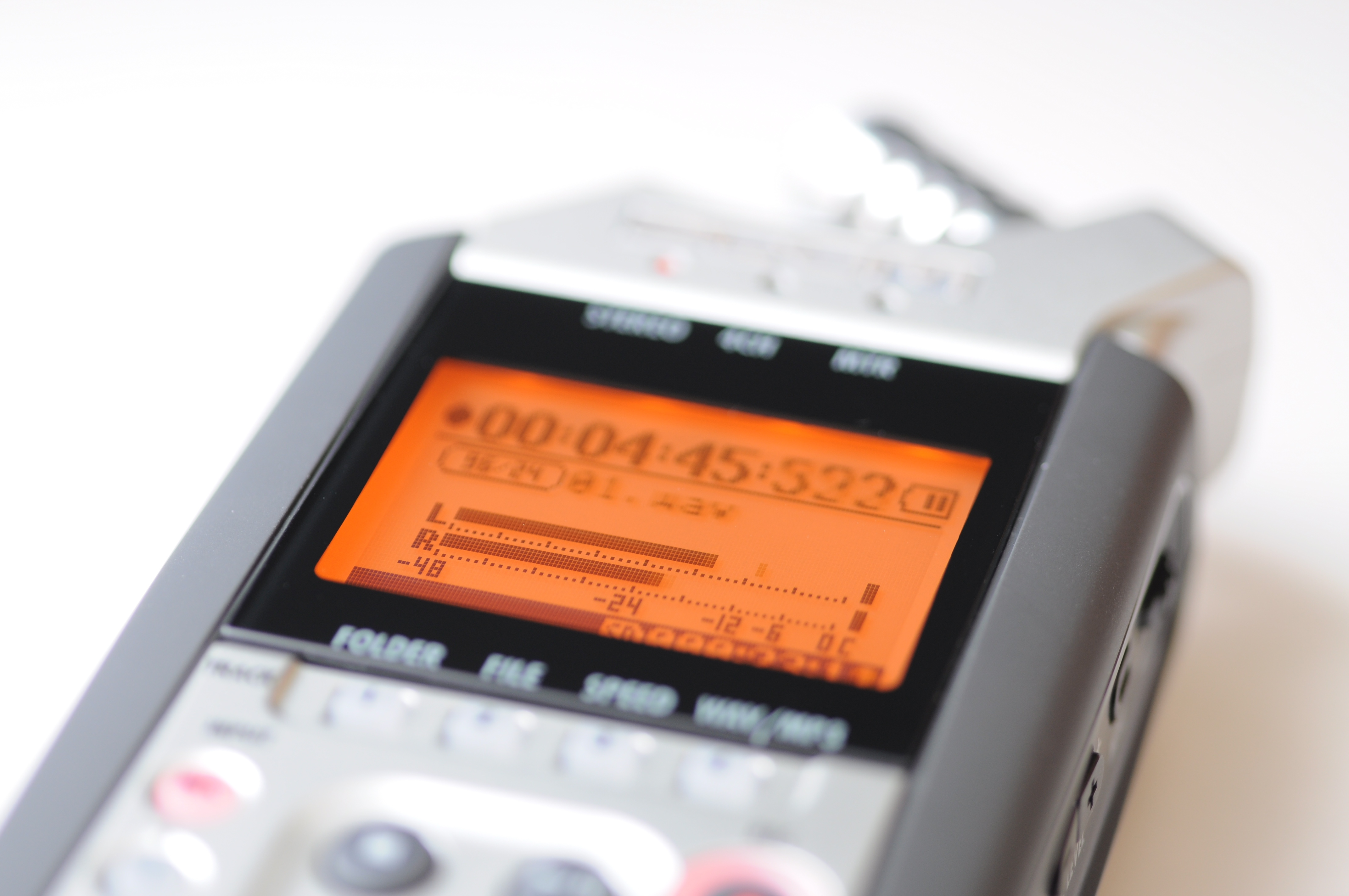
Display dei livelli audio su un registratore audio digitale (Zoom H4n)

La registrazione digitale è una tecnica in cui il segnale audio o video viene convertito in un flusso di numeri discreti tramite campionamento (conversione analogico-digitale) e successiva codifica. Il flusso digitalizzato può venire successivamente elaborato tramite circuiti elettronici o in forma computerizzata tramite software dedicati ma per essere nuovamente usufruibile deve essere decodificato e riconvertito in forma analogica.

## Storia
- Nel 1937, lo scienziato britannico Alec Reeves brevetta il sistema Pulse-code modulation.[1]
- Nel 1943, i Bell Telephone Laboratories sviluppano il primo sistema di trasmissione digitale, SIGSALY.[2]
- Nel 1957, Max Mathews di Bell sviluppa un processo di digitalizzazione dei suoni attraverso il computer.
- Nel 1967, viene inventato il primo registratore digitale di nastri magnetici, un apparecchio stereo a 12-bit 30 kHz che utilizzava un compander (simile al Dbx) per estendere la gamma dinamica.
- Negli anni settanta, Thomas Stockham realizza la prima registrazione audio digitale utilizzando un normale computer e sviluppando un registratore audio digitale, il primo del genere offerto in commercio (commercializzato da Stockham's Soundstream company).
- Nel 1970, James Russell brevetta il primo registratore e riproduttore ottico digitale che portò successivamente alla nascita del Compact Disc.[3]
- Nel 1972, la Denon presenta il primo registratore digitale 8-track.
- Nel 1978, la Sound 80 Records di Minneapolis registra Flim and the BB's (S80-DLR-102) direttamente in digitale prima di stampare l'LP in vinile. L'ingegnere del suono fu Bob Berglund e l'impianto di registrazione un 3M Digital Audio Mastering System.
- Nel 1979, viene realizzato il primo prototipo di Compact Disc, con un compromesso fra la qualità del suono e le dimensioni del supporto.
- Nel 1980, viene inciso il primo album di musica pop Bop 'Til You Drop dal chitarrista Ry Cooder per conto dell'etichetta Warner Bros. Records. L'album venne registrato a Los Angeles su un registratore digitale a 32-tracce costruito dalla 3M.
- Nel 1982, vengono immessi sul mercato i primi compact disc,[4] e la New England Digital commercializzò il registratore di hard disk (Sample-to-Disk) su dischi Synclavier, il primo sistema commerciale di registrazione su hard disk (HDD).[5]
- Nel 1990, iniziano le trasmissioni radio in digitale in Canada attraverso la L-Band.[6]
- Nel 1985 Akai electronics annuncia un mixer e registratore di nastri per la registrazione simultanea di 12 tracce di audio digitale, su nastro magnetico Super VHS - simile a quello usato sui VCR, ma con un dispositivo dbx type 2 con una testina di registrazione perfezionata.
- Nel 1991 è la volta dell'Alesis Digital Audio Tape o ADAT, un nastro che consente la registrazione digitale di 8 tracce per volta su nastro Super VHS. Il prodotto viene annunciato nel gennaio del 1991 alla convention della NAMM ad Anaheim in California. Il primo registratore ADAT viene messo in commercio oltre un anno dopo nel febbraio o marzo 1992.[7]
- Nel 1996 inizia la commercializzazione in Giappone di dischi ottici e lettori DVD.

## Descrizione
L'audio digitale ed il video digitale vengono direttamente registrati su di un supporto come una sequenza di numeri discreti, rappresentate i cambiamenti di pressione sonora (suono) per l'audio e dei valori di crominanza e luminanza per il video attraverso il tempo, realizzando così un modello astratto del suono originale o delle immagini in movimento.
Anche dopo la ricezione del segnale convertito in bit, la sua registrazione ancora difficile: la parte più problematica è trovare uno schema in grado di registrare i bit abbastanza velocemente per tenere il passo con il segnale. Ad esempio, per registrare due canali di audio a 44,1 kHz frequenza di campionamento con una dimensione d'onda di 16 bit, il software di registrazione deve gestire 1.411.200 bit al secondo.

## Processi

### Registrazione
1. Il segnale analogico viene trasmesso ad un convertitore analogico-digitale (ADC) da una apparecchiatura di input.
2. L'ADC converte il segnale misurando continuamente il livello dell'onda dell'audio analogico assegnando un numero binario ad ogni misurazione.
3. La frequenza alla quale l'ADC misura il livello dell'onda analogica viene chiamata frequenza di campionamento.
4. Un campione di audio digitale con una lunghezza d'onda data, rappresenta il livello audio in un certo momento.
5. Più lunga è l'onda più esatta è la rappresentazione dell'onda audio originale.
6. Più alta è la frequenza di campionamento più elevata è la frequenza di taglio superiore del segnale audio digitalizzato.
7. L'ADC emette una sequenza di campioni che compongono un flusso continuo di 0 e 1.
8. Questi numeri vengono memorizzati su supporti di registrazione come nastro magnetico, hard disk, unità ottica o memoria a stato solido.

### Riproduzione
1. La sequenza di numeri registrati viene trasmessa ad un convertitore digitale-analogico (DAC), che converte i numeri in un segnale analogico da aggiungere alle informazioni memorizzate nel livello di ogni campione digitale, in modo da ricostruire l'originale forma d'onda analogica.
2. Questo segnale viene amplificato e trasmesso agli altoparlanti o al video a tutto schermo.

### Tecniche di registrazione
Per le cassette digitali, le testine di lettura/scrittura si muovono assieme al nastro al fine di mantenere una velocità sufficiente a mantenere i bit in una dimensione gestibile.
Per la registrazione di dischi a tecnologia ottica come CD o DVD, viene usato un laser per bruciare fori microscopici nello strato colorante del supporto. Un laser più debole viene utilizzato per leggere questi segnali. Ciò funziona perché il substrato metallico del disco è riflettente e il colorante incombusto impedisce la riflessione, mentre i fori nel colorante la consentono, permettendo ai dati digitali di essere letti.

## Aspetti tecnici

### Dimensione
Il numero di bit utilizzati per rappresentare una singola onda audio incide direttamente sul livello udibile di rumore in un segnale registrato con l'aggiunta di oscillazione, o sulla distorsione di un segnale senza oscillazione. Aumentare la lunghezza d'onda di un campione di un bit raddoppia i suoi valori possibili, aumentando anche la precisione potenziale di ciascun campione e la fedeltà della registrazione rispetto all'originale. Una registrazione a 24-bit è generalmente considerata un limite pratico in quanto permette una lunghezza d'onda del rapporto segnale/rumore superiore a quella della maggior parte dei circuiti analogici, che per necessità devono essere utilizzati almeno in due punti nella catena registrazione/riproduzione.

### Frequenza di campionamento
La frequenza di campionamento è ancora più importante in considerazione della dimensione dell'onda. Se la frequenza di campionamento è troppo bassa, il segnale campionato non può essere ricostruito rispetto al segnale sonoro originale. Quindi l'uscita sarà diversa da quella dell'ingresso. Il processo di sotto campionamento determina che le componenti ad alta frequenza dell'onda sonora sono rappresentate come più basse di quanto dovrebbero essere. Questo fa sì che la forma d'onda in uscita deve essere gravemente alterata.
Per ovviare al sotto campionamento, il segnale sonoro (o altro segnale) deve essere campionato ad una frequenza almeno doppia della più elevata frequenza del segnale. Ciò e noto come Teorema del campionamento di Nyquist-Shannon.
Per la registrazione di audio di qualità, vengono utilizzate le seguenti frequenze di campionamento PCM:
- 44.1 kHz
- 48 kHz
- 88.2 kHz
- 96 kHz
- 176.4 kHz
- 192 kHz

Quando si effettua una registrazione, i tecnici del suono di grande esperienza normalmente effettuano una registrazione audio master ad una velocità di campionamento più elevata (cioè 88,2, 96, 176,4 o 192 kHz) e quindi eseguono una modifica o miscelazione a quella stessa frequenza. Le registrazioni ad alta risoluzione PCM sono state pubblicate su DVD-Audio (conosciuto anche come DVD-A), DAD (Digital Audio Disc, che utilizza le tracce audio stereo PCM di un normale DVD), DualDisc (utilizzando il DVD-Audio layer), o Blu-ray (profilo 3.0 è lo standard Blu-ray audio, anche se a partire dalla metà del 2009 non è chiaro se questo sarà mai davvero usato come formato solo audio). Inoltre, oggi è anche possibile e semplice realizzare una registrazione ad alta risoluzione direttamente come file WAV non compresso o FLAC compresso senza perdita di qualità (generalmente a 24 bit) senza doverlo riconvertire.
Tuttavia, se un CD (il CD Red Book standard è 44,1 kHz a 16 bit) deve essere realizzato da una registrazione, facendo la registrazione iniziale utilizzando una frequenza di campionamento di 44,1 kHz si ottiene ovviamente un'approssimazione. Un altro sistema che di solito è preferibile è quello di utilizzare una frequenza di campionamento superiore per poter avere una data frequenza di campionamento nel formato finale. Ciò è quanto si realizza solitamente nel processo di produzione del master audio. Il vantaggio di quest'ultimo approccio è dato dal fatto che da una registrazione ad alta risoluzione può essere realizzato  un CD o un file compresso come un MP3, direttamente dalla registrazione master.

### Correzione di errore
Uno dei vantaggi della registrazione digitale su quella analogica è la sua resistenza agli errori.